# 今大路家
今大路家（いまおおじけ）は日本の氏族の家号。著名なものとして、以下の2氏族がある。
1. 藤原北家魚名流今大路家
2. 橘朝臣今大路家

## 藤原北家魚名流今大路家
魚名流今大路家は地下家の一つで、近衛家諸大夫と聖護院坊官の2家があった。

## 橘朝臣今大路家
戦国時代の医師曲直瀬道三（近江源氏佐々木氏庶流堀部氏の出身とされる）は名医として知られ、その一族・一門は医学界に重きをなした。
道三の甥で養子の曲直瀬玄朔（のちに二世道三）の子・曲直瀬玄鑑（親清）は、天正20年（1592年）に後陽成天皇より橘姓と今大路の家号を賜った（のちに三世道三。今大路道三参照）。玄朔についても今大路玄朔と呼称される。
曲直瀬今大路家の当主の多くは「道三」を襲名し、初代曲直瀬道三の一族・一門の立てた曲直瀬各家の宗家を任じた。曲直瀬今大路家は、半井家とともに江戸幕府奥医師筆頭の典薬頭を代々務めた。江戸の道三堀は、同家の屋敷が南岸にあったことからつけられた名である。
家紋として、『寛永諸家系図伝』によれば「橘」を用いる。『寛政重修諸家譜』によれば「四目結」「笹竜胆」「五七桐」を用いるとする。桐の紋は親清が後陽成天皇から賜ったものとされている。